# Dolma Gyari
Pour les articles homonymes, voir Dolma (prénom tibétain).
Dolma Gyari Drawu (tibétain : རྒྱ་རི་སྒྲོལ་མ, Wylie : rgya ri sgrol ma Kalimpong (Inde), le 25 mai 1964) est une femme politique tibétaine de citoyenneté indienne. Elle est vice-présidente et porte-parole du Parlement tibétain en exil,.
Elle est l’une des personnalités qui apparaît dans le documentaire Tibet, le combat pour la liberté, un film de Ritu Sarin et Tenzing Sonam.

## Études
Elle a effectué ses études secondaires dans un lycée d'État indien, l'école centrale pour les Tibétains de Darjeeling et a obtenu sa Licence (bachelor) en science politique à l’université du Panjab à Chandigarh. Elle a poursuivi par trois ans de Master en droit à l’université de Delhi. Elle a ensuite assuré différentes fonctions au sein de l’association Congrès de la jeunesse tibétaine.

## Carrière
Elle a été élue dès la 11e et jusqu’à la 14e législature du Parlement tibétain en exil et en a été vice-présidente et porte-parole de l’assemblée des députés tibétains en exil. Elle est membre de plusieurs ONG, dont le Centre tibétain pour les droits de l'homme et la démocratie, l’International Movement of Parliamentarians for Democracy. Elle est membre du Tibetan Parliamentary and Policy Research Centre qui appartient à la Chambre des communes britannique.
Elle se présente à l'élection du Premier ministre tibétain de 2011 et organise une conférence de presse le 5 août 2010.
Après la retraite politique du dalaï-lama en mars 2011, elle fut l'un des 5 membres du Comité de rédaction d'amendement de la Constitution avec Thupten Lungrik, Penpa Tsering, Pema Jungney et Samdhong Rinpoché.
Le 16 septembre 2011, elle est nommée ministre de l'Intérieur de l'Administration centrale tibétaine par le Premier ministre tibétain Lobsang Sangay.
Dolma Gyari a annoncé publiquement sa candidature à l'Élection du Premier ministre tibétain de 2021.
Dolma Gyari, nommée ministre de l'Intérieur, est avec Tharlam Dolma et Norzin Dolma, une des trois femmes nommées au 16e kashag, le cabinet de Penpa Tsering. Elle a officiellement pris ses fonctions après avoir prêté serment le 10 novembre 2021.

## Prix
- 2025 Spirit of Freedom Award de la Independent Federation of Chinese Students and Scholars (en) pour sa contribution à la lutte tibétaine et au développement démocratique en exil[12].